# Бузеу (повіт)
Бузеу — повіт на південному сході Румунії, на схилах Східних Карпат та частково на Нижньодунайській рівнині. Адміністративний центр — місто Бузеу.

## Господарство
Здійснюється видобуток нафти, лігнітів, будівельних матеріалів, лісорозробки. Також розвинені метелообробка, нафтопереробка, виробництво пластмас (Бузеу, Римніку-Серат).
Важливий плодово-виноградний район країни. Культивуються кукурудза, пшениця, соняшник, цукровий буряк, тютюн. Скотарство. Харчова, швейна промисловість.
У гірських районах курорти мінеральних джерел.

## Адміністративний поділ
Жудець поділено на 2 муніципії, 3 міста.
- Бузеу
- Нехою
- Петирладжеле
- Поґоанеле
- Римніку-Серат